# Nohant-Vic

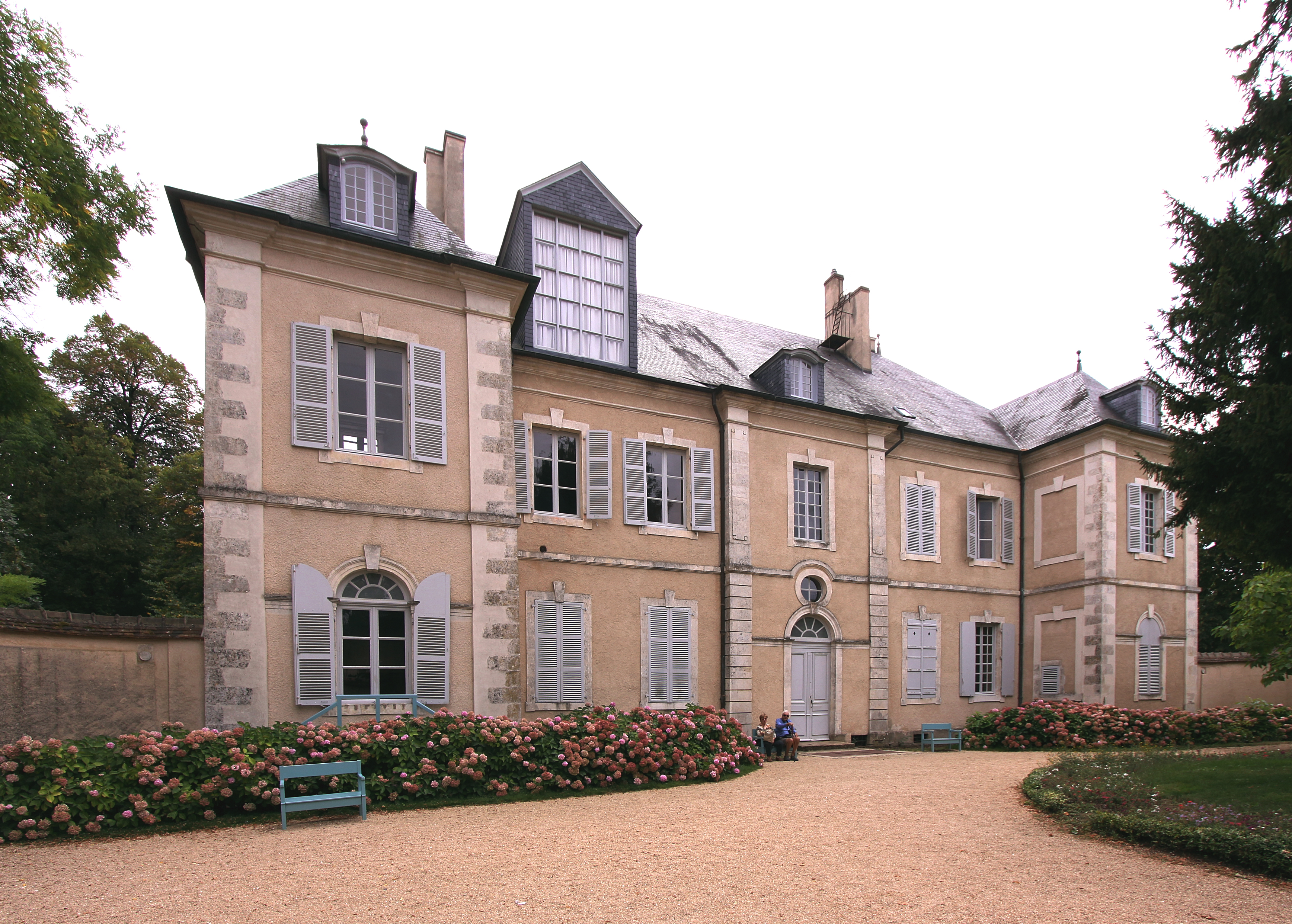
Posiadłość George Sand, w której przez kilka lat bywał również Fryderyk Chopin. Obecnie własność państwa

Nohant-Vic – miejscowość i gmina we Francji, w Regionie Centralnym, w departamencie Indre.
Według danych na rok 1990 gminę zamieszkiwało 481 osób, a gęstość zaludnienia wynosiła 23 osoby/km² (wśród 1842 gmin Regionu Centralnego Nohant-Vic plasuje się na 694. miejscu pod względem liczby ludności, natomiast pod względem powierzchni na miejscu 626.).